# Керпетьягун
Керпетьягун (устар. Керпеть-Яун) — река в России, протекает по Нижневартовскому и Сургутскому районам Ханты-Мансийского АО. Устье реки находится в 353 км от устья реки Малый Юган по правому берегу. Длина реки составляет 57 км, площадь водосборного бассейна — 609 км². В 14 км по правому берегу впадает река Энтльмелсунгыигль.

## Данные водного реестра
По данным государственного водного реестра России относится к Верхнеобскому бассейновому округу, водохозяйственный участок реки — Обь от города Нефтеюганск до впадения реки Иртыш, речной подбассейн реки — Обь ниже Ваха до впадения Иртыша. Речной бассейн реки — (Верхняя) Обь до впадения Иртыша.
Код объекта в государственном водном реестре — 13011100212115200048656.